# Capitoli di Black Jack
Questa è una lista dei capitoli del manga Black Jack, di Osamu Tezuka, pubblicato in Italia da Hazard Edizioni in 25 volumi, traducendo la prima versione originale giapponese del manga, di 25 volumi.
Le altre versioni del manga commerciate in Giappone sono ristampe in un minor numero di volumi (17), delle raccolte di alcuni capitoli e delle nuove storie. 
In Italia, oltre alla serie generale, sono arrivate anche Black Jack - 7 storie di Osamu Tezuka (una raccolta di sette storie della serie generale) e Black Jack (raccolta di storie in tre volumi).

## Black Jack
| Nº | Titolo italiano Giapponese 「Kanji」 - Rōmaji | Data di prima pubblicazione             | Data di prima pubblicazione       |
| Nº | Titolo italiano Giapponese 「Kanji」 - Rōmaji | Giapponese                              | Italiano                          |
| 1  | Black Jack 1 「ブラック・ジャック １」 - Black Jack 1 | 28 maggio 1974 ISBN 978-4-253-03160-8   | marzo 2002 ISBN 88-86991-71-1     |
| 1  | Capitoli 1. Dov'è un medico?! (医者はどこだ!?, Isha wa doko da!) 2. Sconosciuti in mare (海のストレンジャー?, Umi no sutorenjā) 3. Miyuki e Ben (ミユキとベン?, Miyuki to Ben) 4. Anafilassi (アナフィラキシー?, Anafirakishii) 5. La donna uccello (人間鳥?, Ningentori) 6. Braccio da pirata (海賊の腕?, Kaizoku no ude) 7. I due Shûji (ふたりの修二?, Futari no Shūji) 8. Il figlio di Kishibojin (鬼子母神の息子?, Kishibojin no musuko) |                                         |                                   |
| 2  | Black Jack 2 「ブラック・ジャック ２」 - Black Jack 2 | 18 luglio 1974 ISBN 978-4-253-03161-5   | maggio 2002 ISBN 88-86991-80-0    |
| 2  | Capitoli 1. Nadare (ナダレ?, Nadare) 2. Il cistoma teratogeno (畸形嚢腫?, Kikei nōshu) 3. Pinoko ti ama (ピノコ愛してる?, Pinoko aishiteru) 4. Non uccidere quel bambino! (その子を殺すな!?, Sono ko wo korosu na!) 5. Racconto di una notte nevosa (雪の夜ばなし?, Yuki no yorubanashi) 6. Dirty Jack (ダーティ·ジャック?, Dāti Jakku) 7. Di nuovo Pinoko (ピノコ再び?, Pinoko futatabi) 8. Ricordi bloccati (とざされた記憶?, Tozasareta kioku) 9. Il ragazzo che morì due volte (二度死んだ少年?, Nido shinda shōnen)                                        |                                         |                                   |
| 3  | Black Jack 3 「ブラック・ジャック ３」 - Black Jack 3 | 2 novembre 1974 ISBN 978-4-253-03162-2  | giugno 2002 ISBN 88-86991-81-9    |
| 3  | Capitoli 1. Germogli (木の芽?, Ki no me) 2. Raptus (発作?, Hassaku) 3. Il sangue non si ferma (血がとまらない?, Chi ga tomara nai) 4. Rapimento (誘拐?, Yūkai) 5. Il cane taccheggiatore (万引き犬?, Manbiki inu) 6. Capitan Paku (パク船長?, Paku senchō) 7. Venerabile Shiraha (白葉さま?, Shiraha-sama) 8. Come una perla (ときには真珠のように?, Toki ni wa shinju no yō ni) 9. Leontiasi (獅子面病?, Shishimenbyō) 10. Tre persone bloccate (閉ざされた三人?, Tozasareta sannin)                                                                           |                                         |                                   |
| 4  | Black Jack 4 「ブラック・ジャック ４」 - Black Jack 4 | 6 marzo 1975 ISBN 978-4-253-03163-9     | luglio 2002 ISBN 88-86991-84-3    |
| 4  | Capitoli 1. La bambola bruciata (焼け焦げた人形?, Yakekogeta ningyō) 2. Una donna che affonda (しずむ女?, Shizumu onna) 3. Pinoko vive (ピノコ生きてる?, Pinoko ikiteru) 4. Un insegnante e uno studente (ある教師と生徒?, Aru kyōshi to seito) 5. I due Jean (2人のジャン?, 2 hito no jan) 6. Diagnosi errata (誤診?, Goshin) 7. Testimone oculare (目撃者?, Mokugekisha) 8. La ballata del neonato (赤ちゃんのバラード?, Aka-chan no barādo) 9. Ristorante Junka (純華飯店?, Junka hanten) 10. Il corpo pietrificato (からだが石に...?, Karada ga ishi ni...) |                                         |                                   |
| 5  | Black Jack 5 「ブラック・ジャック ５」 - Black Jack 5 | 26 aprile 1975 ISBN 978-4-253-03164-6   | agosto 2002 ISBN 88-86991-85-1    |
| 5  | Capitoli 1. Incontro casuale (めぐり会い?) 2. Dermatosi visomorfa (人面瘡?) 3. Restituiscimi mio fratello! (にいちゃんをかえせ!!?, Niichan wo kaese!!) 4. Due amori (二つの愛?, Futatsu no ai) 5. Da un paese lontano (はるかなる国から?, Harukanaru kuni kara) 6. Il leone bianco (白いライオン?, Shiroi raion) 7. Il telefono squillò tre volte (電話が三度なった?, Denwa ga sando natta) 8. Pinoko ritorna (ピノコ還る!?, Pinoko kaeru!) 9. Zampe di formica (アリの足?, Ari no ashi)                                                                        |                                         |                                   |
| 6  | Black Jack 6 「ブラック・ジャック ６」 - Black Jack 6 | 28 luglio 1975 ISBN 978-4-253-03165-3   | agosto 2002 ISBN 88-86991-86-X    |
| 6  | Capitoli 1. L'ago (針?, Hari) 2. Il palazzo color cenere (灰色の館?, Haiiro no yakata) 3. Personificazione (化身?, Keshin) 4. Black Queen (ブラック·クイーン?, Burakku Kuiin) 5. Rimpicciolirsi!! (ちぢむ!?) 6. La maschera scelta (えらばれたマスク?, Erabareta masuku) 7. L'operazione maledetta (のろわれた手術?) 8. Che lingua (なんという舌?, Nan to iu shita) 9. L'uomo tatuato (イレズミの男?, Irezumi no otoko) 10. Idrocefalia (水頭症?, Suitōshō) |                                         |                                   |
| 7  | Black Jack 7 「ブラック・ジャック ７」 - Black Jack 7 | 20 dicembre 1975 ISBN 978-4-253-03166-0 | novembre 2002 ISBN 8886991-87-8   |
| 7  | Capitoli 1. Il poema dell'orca (シャチの詩?, Shachi no uta) 2. La nascita di una star (スター誕生?, Sutā tanjō) 3. I fratelli corsi (コルシカの兄弟?, Korushika no kyōdai) 4. La ragazza lupo (オオカミ少女?, Ōkami shōjo) 5. Hallo CQ (ハローCQ?, Harō CQ) 6. Pinoko love story (ピノコ·ラブストーリー?, Pinoko rabu sutōrī) 7. Nel rifugio sotterraneo (地下壕にて?, Chikagō nite) 8. Tatsu dall'ombelico sporgente (デベソの達?, Debeso no Tatsu) 9. La vecchia (おばあちゃん?, Obāchan) 10. Gas (ガス?, Gasu)                                               |                                         |                                   |
| 8  | Black Jack 8 「ブラック・ジャック ８」 - Black Jack 8 | 26 maggio 1976 ISBN 978-4-253-03167-7   | dicembre 2002 ISBN 88-7502-000-0  |
| 8  | Capitoli 1. Stradivari (ストラディバリウス?, Sutoradibariusu) 2. Cenere e diamanti (灰とダイヤモンド?, Hai to daiyamondo) 3. Capitan Satana (魔王大尉?, Akuma Taii) 4. I gatti di Shôzô (ネコと庄造と?, Neko to Shōzō to) 5. Amico, dove sei? (友よいずこ?, Tomo yo izuko) 6. Aspirazioni di un truffatore (サギ師志願?) 7. Ritorsione (報復?) 8. Amore fugace (かりそめの愛を?, Karisome no ai wo) 9. Clinica Kowa (古和医院?, Kowaiin) 10. Strada facendo (道すがら?, Michisugara)                                                                            |                                         |                                   |
| 9  | Black Jack 9 「ブラック・ジャック ９」 - Black Jack 9 | 4 agosto 1976 ISBN 978-4-253-03168-4    | marzo 2003 ISBN 88-7502-001-9     |
| 9  | Capitoli 1. Time out (タイムアウト?, Taimuauto) 2. Qualcosa sulla montagna... (なにかが山を...?, Nanika ga yama wo...) 3. Due medici in nero (ふたりの黒い医者?, Futari no kuroi isha) 4. L'acqua e il teppista (水とあくたれ?) 5. Il bisbiglio del cane (犬のささやき?, Inu no sasayaki) 6. Il quadro è morto! (絵が死んでいる!?, E ga shindeiru!) 7. Convulsioni (けいれん?, Keiren) 8. Quel tipo che tornò (帰ってきたあいつ?, Kaettekita aitsu) 9. Urashima Tarô (浦島太郎?, Urashima Tarō) 10. L'uomo fortunato (幸運な男?, Kōun na otoko)                 |                                         |                                   |
| 10 | Black Jack 10 「ブラック・ジャック １０」 - Black Jack 10 | 18 dicembre 1976 ISBN 978-4-253-03169-1 | aprile 2003 ISBN 88-7502-002-7    |
| 10 | Capitoli 1. Invasori (侵略者(インベーダー)?, Shinryakusha (inbeedā)) 2. Dingo (ディンゴ?, Dingo) 3. Le due Pinoko (ふたりのピノコ?, Futari no Pinoko) 4. La valvola c'era! (弁があった!?, Ben ga atta!) 5. Sguardi perfidi (白い目?) 6. Il vecchio e l’albero (老人と木?, Rōjin to ki) 7. Dopo le nubi, il sereno (曇りのち晴れ?, Kumori nochi hare) 8. U-18 sapeva (U-18は知っていた?, U-18 wa shitteita) |                                         |                                   |
| 11 | Black Jack 11 「ブラック・ジャック １１」 - Black Jack 11 | 29 marzo 1977 ISBN 978-4-253-03170-7    | maggio 2003 ISBN 88-7502-004-3    |
| 11 | Capitoli 1. Assalto all'ospedale (病院ジャック?) 2. Il medico cieco (座頭医師?, Zatō ishi) 3. Furto (盗難?, Tōnan) 4. Pinoko va a ovest (ピノコ西へ行く?, Pinoko nishi e yuku) 5. L'isola del tesoro (宝島?, Takarajima) 6. Visitatori nella neve (雪の訪問者?, Yuki no hōmonsha) 7. Dentro fuoco e cenere (火と灰の中?, Hi to hai no naka) 8. Acqua al 99,9% (99.9%の水?, 99.9% no mizu) 9. Getta via la penna! (ペンをすてろ!?) 10. Il bambino che venne dal cielo (空からきた子ども?, Sora kara kita kodomo)                                                 |                                         |                                   |
| 12 | Black Jack 12 「ブラック・ジャック １２」 - Black Jack 12 | 24 agosto 1977 ISBN 978-4-253-03171-4   | maggio 2003 ISBN 88-7502-004-3    |
| 12 | Capitoli 1. Il pettirosso e il ragazzo (コマドリと少年?, Komadori to shōnen) 2. Hospital (ホスピタル?, Hosupitaru) 3. Frantumi (こっぱみじん?, Koppamijin) 4. Giocare al dottore (お医者さんごっこ?, Oisha-san gokko) 5. Due persone alla stazione termale (湯治場の二人?) 6. I medici tirocinanti (研修医たち?) 7. Grida (悲鳴?, Himei) 8. Oggetti smarriti (落としもの?) 9. Relazioni bizzarre (奇妙な関係?) 10. Su e giù (上と下?, Ue to shita) |                                         |                                   |
| 13 | Black Jack 13 「ブラック・ジャック １３」 - Black Jack 13 | 29 novembre 1977 ISBN 978-4-253-03172-1 | giugno 2003 ISBN 88-7502-006-X    |
| 13 | Capitoli 1. La promessa (約束?, Yakusoku) 2. Il primo vento di primavera (春一番?, Haru ichiban) 3. Teruterubôzu (てるてる坊主?, Teruterubōzu) 4. L'aiutante (助っ人?, Suketto) 5. Il riscatto (身の代金?) 6. Un'ora alla morte (死への一時間?, Shi e no ichijikan) 7. Ciascuno a modo suo (三者三様?) 8. L'uomo inghiottito dalla balena (鯨にのまれた男?, Kujira ni nomareta otoko) 9. Colui che resterà per ultimo (最後に残る者?) 10. Stella di magnitudine 6 (六等星?, Rokutōsei)                                                                          |                                         |                                   |
| 14 | Black Jack 14 「ブラック・ジャック １４」 - Black Jack 14 | 21 aprile 1978 ISBN 978-4-253-03173-8   | settembre 2003 ISBN 88-7502-007-8 |
| 14 | Capitoli 1. La bomba inesplosa (不発弾?, Fuhatsudan) 2. L'acquazzone (土砂降り?) 3. Titoli (肩書き?, Katagaki) 4. Scosse (震動?, Shindō) 5. L'uragano (ハリケーン?, Harikeen) 6. Il secondo c'era (二人目がいた?) 7. Il piccolo diavolo (小さな悪魔?, Chiisana akuma) 8. Il terrore blu (青い恐怖?, Aoi kyōfu) 9. Il figlio ripudiato (勘当息子?, Kandō musuko) |                                         |                                   |
| 15 | Black Jack 15 「ブラック・ジャック １５」 - Black Jack 15 | 28 luglio 1978                          | ottobre 2003 ISBN 88-7502-008-6   |
| 15 | Capitoli 1. La collina di un solo animale (一ぴきだけの丘?) 2. I ricordi di un'anziana (ある老婆の思い出?) 3. Black Jack ricoverato (B・J入院す?) 4. Il cuore di Deka (デカの心臓?, Deka no shinzō) 5. Il vagabondo della città fantasma (ゴーストタウンの流れ者?) 6. Pinoko su di giri (ハッスル・ピノコ?) 7. L'ematoma di Honma (本間血腫?, Honma kesshu) 8. Shirano, il vile (気が弱いシラノ?, Ki ga yowai Shirano) 9. Fra avidi (がめつい同士?) 10. L'ultimo treno (終電車?, Shūdensha)                                                                     |                                         |                                   |
| 16 | Black Jack 16 「ブラック・ジャック １６」 - Black Jack 16 | 12 dicembre 1978 ISBN 978-4-253-03175-2 | novembre 2003 ISBN 88-7502-008-6  |
| 16 | Capitoli 1. Gli uccelli e gli uomini (鳥たちと野郎ども?, Toritachi to yarōdomo) 2. L'orso (クマ?, Kuma) 3. Morte di una star (あるスターの死?, Aru sutā no shi) 4. Un regalo per il futuro (未来への贈りもの?, Mirai e no okurimono) 5. Profumo d'amore sul mare (海は恋のかおり?) 6. Corsa a coppie su tre gambe (二人三脚?) 7. Il ragazzo lince (山猫少年?) 8. L'aggressore di passaggio (通り魔?) 9. Corrente impetuosa (激流?) 10. Il caso di una donna (ある女の場合?, Aru onna no baai)                                                                   |                                         |                                   |
| 17 | Black Jack 17 「ブラック・ジャック １７」 - Black Jack 17 | 28 febbraio 1979 ISBN 978-4-253-03176-9 | gennaio 2004 ISBN 88-7502-012-4   |
| 17 | Capitoli 1. Il batterio del terrore (恐怖菌?) 2. L'impianto idrico sotterraneo (地下水道?, Chikasuidō) 3. La cavia (モルモット?) 4. Suoni svaniti (消えさった音?) 5. Il dono dell'acqua (もらい水?) 6. Tumulto per il colera (コレラさわぎ?, Korera sawagi) 7. I film erano due (フィルムは二つあった?, Firumu wa futatsu atta) 8. Aiuto reciproco (助け合い?, Tasukeai) 9. Processo a una strega (魔女裁判?, Majo saiban) 10. Conclusione (しめくくり?, Shimekukuri)                                                                                           |                                         |                                   |
| 18 | Black Jack 18 「ブラック・ジャック １８」 - Black Jack 18 | 26 aprile 1979 ISBN 978-4-253-03177-6   | febbraio 2004 ISBN 88-7502-013-2  |
| 18 | Capitoli 1. Pinoko mystery (ピノコ·ミステリー?, Pinoko misuterī) 2. Tetsu della linea Yamanote (山手線の哲?, Yamanote no Tetsu) 3. L'uomo che vomita capsule (カプセルをはく男?) 4. Fratello minore (おとうと?, Otōto) 5. Diario di bordo del Kuroshio (黒潮号メモ?, Kuroshio-gō memo) 6. Calda notte (あつい夜?, Atsui yoru) 7. Ferita da arma da fuoco (銃創?) 8. Non servono opinioni (ご意見無用?) 9. Goribei di Senjõgahara (戦場ガ原のゴリベエ?, Senjō ga Hara no Goribei) 10. Sostituzione (身代わり?, Migawari)                                         |                                         |                                   |
| 19 | Black Jack 19 「ブラック・ジャック １９」 - Black Jack 19 | 26 luglio 1979 ISBN 978-4-253-03178-3   | giugno 2004 ISBN 88-7502-014-0    |
| 19 | Capitoli 1. Il ragazzo nella stanza chiusa (密室の少年?, Misshitsu no shōnen) 2. Un altro J (もう一人のJ?, Mō hitori no J) 3. Nebbia (霧?, Kiri) 4. Giovinezza perduta (失われた青春?, Ushinawareta seishun) 5. Legame di vita (命のきずな?, Inochi no kizuna) 6. Sfida verso l'ignoto (未知への挑戦?) 7. Scambio fraudolento (すりかえ?) 8. L'orologio oscuro (闇時計?) 9. La vendetta è la mia vita (復しゅうこそわが命?) |                                         |                                   |
| 20 | Black Jack 20 「ブラック・ジャック ２０」 - Black Jack 20 | 30 ottobre 1979 ISBN 978-4-253-03179-0  | luglio 2004 ISBN 88-7502-015-9    |
| 20 | Capitoli 1. Immagine virtuale (虚像?) 2. Il marchio (刻印?) 3. La casa non terminata (やり残しの家?, Yarinokoshi no ie) 4. Un'altra occasione (きたるべきチャンス?) 5. All'alba (夜明けのできごと?) 6. Assassinio imminente (殺しがやってくる?) 7. Ritorcersi contro (裏目?) 8. La scimmietta (ポケットモンキー?, Poketto Monkii) 9. Dopo il tifone (台風一過?, Taifū ikka) 10. La locomotiva della vita (人生という名のSL?) |                                         |                                   |
| 21 | Black Jack 21 「ブラック・ジャック ２１」 - Black Jack 21 | 19 dicembre 1980 ISBN 978-4-253-03180-6 | settembre 2004 ISBN 88-7502-016-7 |
| 21 | Capitoli 1. Legami di sangue (骨肉?, Kotsuniku) 2. Muoviti, Solomon (動けソロモン?, Ugoke Soromon) 3. Bagni del mondo fluttuante (浮世風呂?) 4. Mola idatiforme (奇胎?) 5. Il morbo di Black Jack (ブラック・ジャック病?) 6. Il fuggitivo (家出を拾った日?, Iede wo hirotta hi) 7. L'isola di Avina (アヴィナの島?, Avina no shima) 8. Colloqui (話し合い?) 9. Nuovo incontro (再会?) |                                         |                                   |
| 22 | Black Jack 22 「ブラック・ジャック ２２」 - Black Jack 22 | 16 dicembre 1981 ISBN 978-4-253-03181-3 | ottobre 2004 ISBN 88-7502-017-5   |
| 22 | Capitoli 1. Giorni di falsità (されどいつわりの日々?, Saredo itsuwari no hibi) 2. Nostalgia del paese natio (望郷?, Bōkyō) 3. La malattia della faccia a luna piena (満月病?, Mangetsubyō) 4. L'intrigante suicida (小うるさい自殺者?) 5. Il fantoccio e l'agente di polizia (人形と警官?, Ningyō to keikan) 6. Il ventesimo anno (20年目の暗示?) 7. È un tuo errore! (きみのミスだ!?, Kimi no misu da!) 8. Una notte nel rifugio (山小屋の一夜?) 9. Tale e quale a Black Jack (B·Jそっくり?, B.J sokkuri)                                                      |                                         |                                   |
| 23 | Black Jack 23 「ブラック・ジャック ２３」 - Black Jack 23 | 19 novembre 1982 ISBN 978-4-253-03182-0 | novembre 2004 ISBN 88-7502-018-3  |
| 23 | Capitoli 1. Dialogo con il morto (死者との対話?, Shisha to no taiwa) 2. Prova di coraggio (キモダメシ?) 3. Giustizia bianca (白い正義?, Shiroi seigi) 4. La famiglia Nekogami (猫上家の人々?, Nekogami-ke no hitobito) 5. Caccia ai tumori (腫瘍狩り?, Shuyōgari) 6. L'attimo fuggente (過ぎさりし一瞬?) |                                         |                                   |
| 24 | Black Jack 24 「ブラック・ジャック ２４」 - Black Jack 24 | 6 gennaio 1984 ISBN 978-4-253-03183-7   | dicembre 2004 ISBN 88-7502-019-1  |
| 24 | Capitoli 1. Ordine operatorio (オペの順番?) 2. Scena con musica (音楽のある風景?) 3. Far rivivere la vita (命を生ける?) 4. Il cistoma teratogeno parte 2 (畸形嚢腫パート２?, Kikei nōshu pāto 2) 5. Occhi che brillano (光る目?, Hikaru me) 6. Dedicato a Dracula (ドラキュラに捧ぐ?, Dorakyura ni sasagu) 7. La terza volta è quella buona (三度目の正直?) 8. Il ragazzo dal riso facile (笑い上戸?) 9. Brachidattilia (短指症?, Tanshishō) |                                         |                                   |
| 25 | Black Jack 25 「ブラック・ジャック ２５」 - Black Jack 25 | 27 ottobre 1995 ISBN 978-4-253-03184-4  | gennaio 2005 ISBN 88-7502-020-5   |
| 25 | Capitoli 1. Postumi (後遺症?, Kōishō) 2. Sei tu il colpevole!! (おまえが犯人だ!!?) 3. Ossessione (執念?) 4. Seduta spiritica (霊のいる風景?) 5. Showa Shinzan (昭和新山?, Shōwa Shinzan) 6. Linciaggio (リンチ?, Rinchi) 7. Segnali (信号?, Shingō) 8. La guerra continua ancora (戦争はなおも続く?, Sensō ha nao mo tsuzuku) 9. Produzione a catena (流れ作業?) |                                         |                                   |

## Black Jack - 7 storie di Osamu Tezuka
Raccolta italiana di alcuni capitoli della serie originale. Distribuzione ad opera di Dynit.
| Nº    | Titolo italiano | Data di prima pubblicazione | Data di prima pubblicazione |
| Nº    | Titolo italiano | Italiano                    |                             |
| Unico | Black Jack - 7 storie di Osamu Tezuka | 1º gennaio 2001             |                             |
| Unico | Capitoli 1. Presto, un dottore! (医者はどこだ!?, Isha wa doko da!) 2. Il cistoma teratogeno (畸形嚢腫?, Kikei nōshu) 3. Come una perla (ときには真珠のように?, Toki ni wa shinju no yō ni) 4. L'incontro (?) 5. Stella di magnitudine sei (六等星?, Rokutōsei) 6. A ognuno il suo (三者三様?, Sansha sanyō) 7. Dove sei, amico mio? (友よいずこ?, Tomo yo izuko) |                             |                             |

## Black Jack (tre volumi)
Raccolta italiana di alcuni capitoli della serie originale. Distribuzione ad opera di Comic Art.
| Nº | Titolo italiano | Data di prima pubblicazione | Data di prima pubblicazione |
| Nº | Titolo italiano | Italiano                    |                             |
| 1  | Black Jack - Il chirurgo dell'impossibile 1 | 1º novembre 1997            |                             |
| 1  | Capitoli 1. Il primo temporale di primavera (春一番?, Haru ichiban) 2. Il volto tormentato (人面瘡?, Jinmensō) 3. La tavolozza muta 4. Black Queen (ブラック·クイーン?, Burakku Kuiin) 5. U-18 sapeva (U-18は知っていた?, U-18 wa shitteita) 6. Zampe di formica (アリの足?, Ari no ashi)       |                             |                             |
| 2  | Black Jack - Il chirurgo dell'impossibile 2 | 1º gennaio 1998             |                             |
| 2  | Capitoli 1. Due amori (二つの愛?, Futatsu no ai) 2. L'ago (針?, Hari) 3. Amor materno 4. Amica orca 5. Il rifugio 6. Eroismo in galleria 7. Il rapimento |                             |                             |
| 3  | Black Jack - Il chirurgo dell'impossibile 3 | 1º luglio 1998              |                             |
| 3  | Capitoli 1. Interventi a catena 2. Mutuo soccorso 3. Lo Stradivari (ストラディバリウス?, Sutoradibariusu) 4. La sfida di Pinoko (ハッスルピノコ?, Hassuru Pinoko) 5. Un ospedale in ostaggio (?) 6. L'agopuntore cieco (座頭医師?, Zatō ishi) 7. Il figlio diseredato (勘当息子?, Kandō musuko) |                             |                             |